# Ситников, Алексей Сергеевич
Алексе́й Серге́евич Си́тников (26 июня 1986, Покров, Владимирская область — 17 сентября 2009, Каспийск, Дагестан) — российский военнослужащий, боец разведывательной группы 604-го Центра специального назначения «Витязь» Внутренних войск МВД России, сержант. Герой Российской Федерации (2010).

## Биография
Родился 26 июня 1986 года в городе Покрове Владимирской области. Сын офицера КГБ СССР, служившего в подразделении специального назначения и участвовавшего в Афганской войне. В 2004 году окончил профессиональное училище № 47 в Балашихе.
В 2005—2007 годах проходил срочную службу кавалеристом в Президентском полку Федеральной службы охраны РФ. В 2007 году заключил контракт о прохождении военной службы во Внутренних войсках МВД России, был зачислен в отряд специального назначения «Витязь». Выполнил несколько командировок в Северо-Кавказский регион, участвовал в боевых операциях против террористического подполья.
16 сентября 2009 года разведывательная группа Центра специального назначения «Витязь» в ходе спецоперации у скального подножья хребта Таркитау в лесном массиве обнаружила замаскированный лагерь боевиков и заняла позиции вокруг него. Для проверки лагеря выдвинулась досмотровая группа, которая попала под обстрел боевиков и стала отходить к основным силам разведгруппы. Ситников, прикрывавший отход группы, заметил, что один из бандитов, имея при себе гранаты, пытается подобраться к группе. Ситников бросился к боевику, используя приёмы рукопашного боя, сбил его с ног и уничтожил огнём из пулемёта. В этом бою Ситников получил множественные ранения, с поля боя его вынес боевой товарищ, он был доставлен в госпиталь города Каспийск, но от полученных ранений на следующий день скончался.
Указом Президента Российской Федерации № 177 от 10 февраля 2010 года сержанту Ситникову Алексею Сергеевичу присвоено звание Героя Российской Федерации (посмертно).

## Награды
- Медаль «Золотая Звезда» Героя Российской Федерации (№ 958, 10 февраля 2010 года);